# Portland House
Portland House és un gratacel de Westminster, Londres. Fa 101 metres d'alçada i té 29 pisos. Fou construït entre el 1959 i el 1963.